# Anna Maria Corazza Bildt

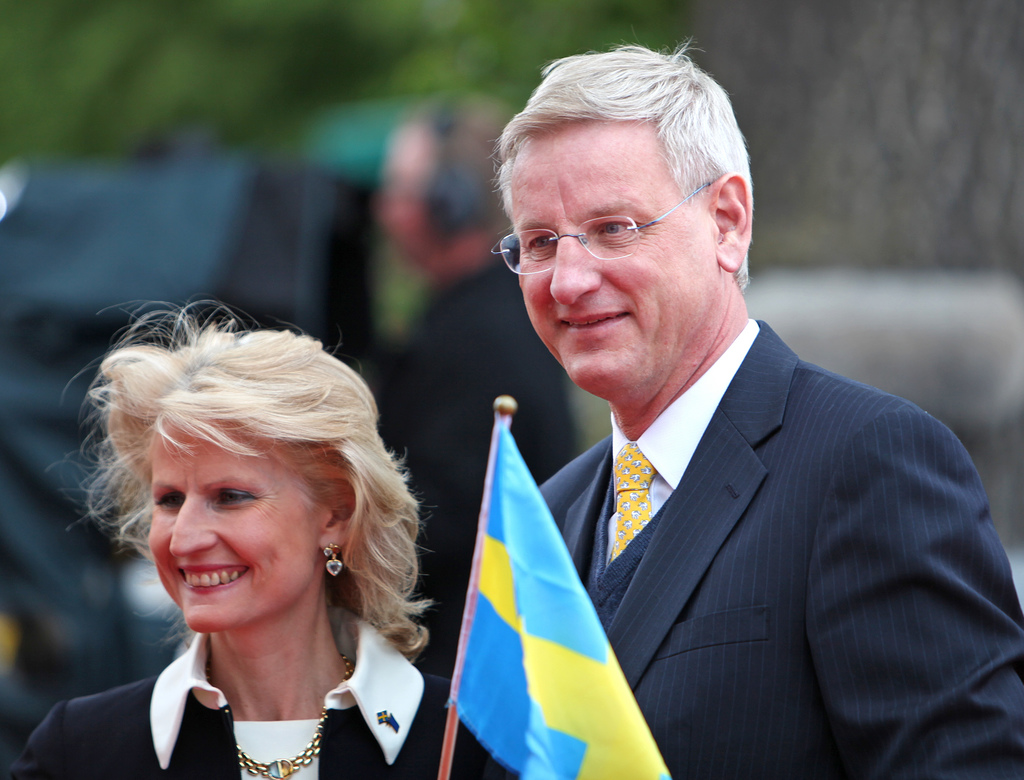
Anna Maria Corazza Bildt mit Carl Bildt (2009)

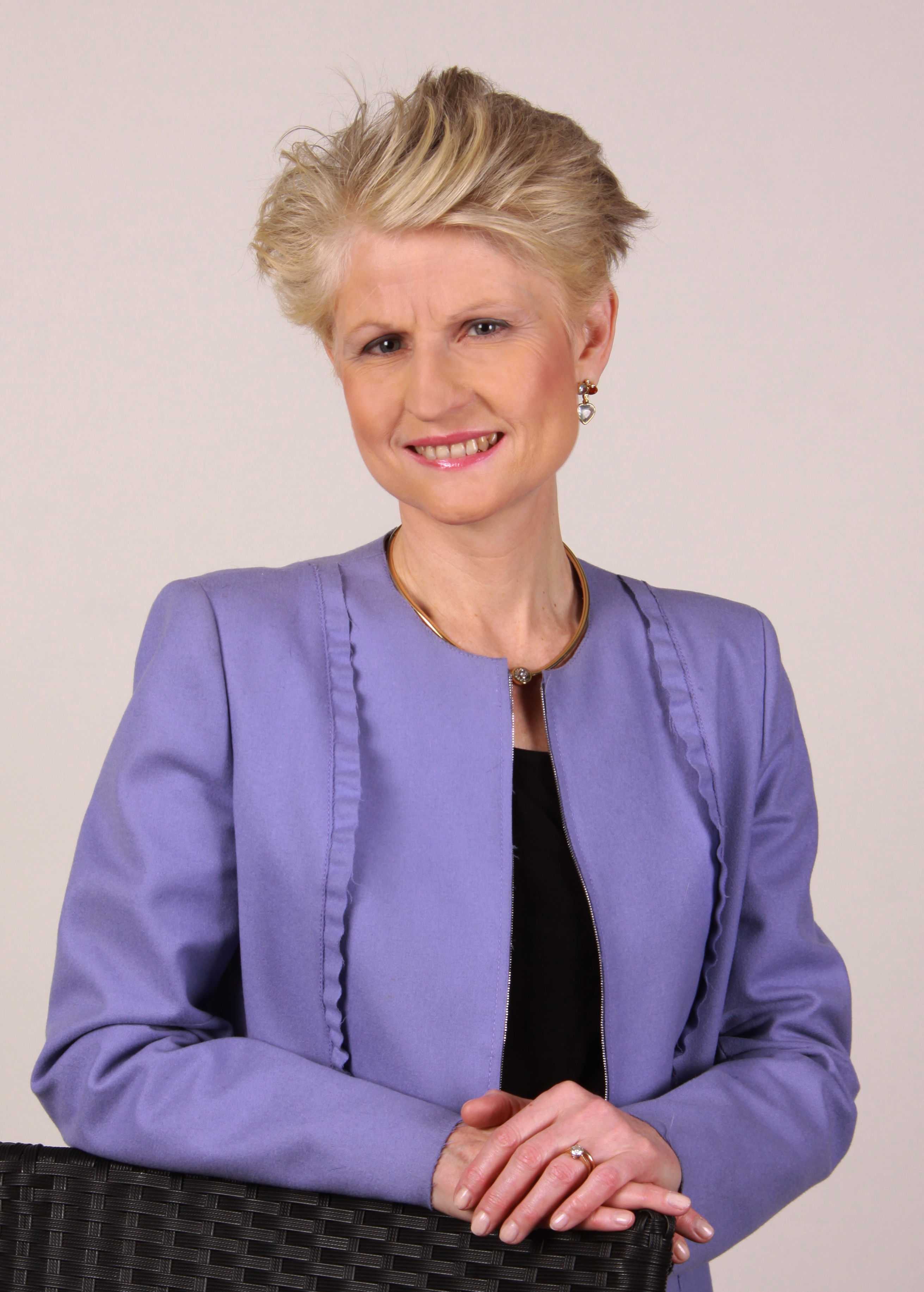
Anna Maria Corazza Bildt (2014)

Anna Maria Corazza Bildt (* 10. März 1963 in Rom) ist eine schwedisch-italienische Politikerin (Moderaterna, Liberalerna), Unternehmerin und frühere Diplomatin. Sie ist seit 1998 mit dem früheren schwedischen Ministerpräsidenten Carl Bildt verheiratet, mit dem sie ein Kind hat. Von 2009 bis 2019 war sie Mitglied des Europäischen Parlaments.

## Leben

### Diplomatische Karriere
Anna Maria Corazza studierte Politikwissenschaft an der Universität La Sapienza in Rom und machte Aufbaustudien in Konfliktbewältigung an der University of San Diego und in Strategie an der Columbia University in New York.
Nach ihrem Studium war sie bei der UNESCO in Paris tätig und begann 1988 als Expertin für Entwicklungsfragen beim italienischen Außenministerium zu arbeiten. 1989 wurde sie zur Ständigen Vertretung Italiens bei der OECD in Paris versetzt, wo sie für die Verhandlungen mit der Weltbank zuständig war.
1991 ließ sich Corazza zum Sekretariat der Vereinten Nationen in Genf abordnen, wo sie für den für Menschenrechte zuständigen stellvertretenden Generalsekretär, den Schweden Jan Mårtensson, arbeitete. Von 1992 bis 1998 war sie mit unterschiedlichen Aufträgen für die Vereinten Nationen in Jugoslawien tätig. Dies umfasste Arbeiten bei der UNPROFOR in Kroatien sowie eine Stationierung beim Büro der Vereinten Nationen in Sarajewo in der Zeit, in der die Stadt belagert wurde. Während dieser Zeit in Jugoslawien lernte Corazza auch ihren späteren Mann Carl Bildt kennen, der von 1995 bis 1997 Hoher Repräsentant für Bosnien und Herzegowina war. Das Paar heiratete 1998.
Später war sie von 2001 bis 2003 noch einmal im Auftrag der Europäischen Kommission in Bosnien und Herzegowina.

### Beginn der politischen Aktivitäten
Nach ihrer Eheschließung mit Carl Bildt begann Corazza Bildt sich in der schwedischen konservativen Partei Moderaterna zu engagieren, deren Vorsitzender Carl Bildt bis 1999 war. Seit 2003 ist sie Vorstandssprecherin der Partei. 2003 engagierte sie sich für das letztlich gescheiterte Referendum über die Einführung des Euro in Schweden. 2006 unterzeichnete sie den Aufruf Bevara äktenskapet („Rettet die Ehe“), eine letztlich ebenfalls erfolglose Kampagne gegen die Einführung der gleichgeschlechtlichen Ehe in Schweden.
Daneben war Corazza Bildt von 2003 bis 2008 Vorstandssprecherin des Schwedischen Roten Kreuzes.

### Tätigkeit als Unternehmerin
Im Jahr 2000 gründete Corazza Bildt das Familienunternehmen Italian Tradition, das italienische Delikatessen über das Internet verkauft. 2006 gründete sie zusammen mit ihrem Bruder den Hotelbetrieb Relais de Charme Tabiano Castello. Sie ist Vorstandssprecherin der italienischen Auslandshandelskammer in Schweden.
Zusammen mit der schwedischen Journalistin und Schriftstellerin Magdalena Ribbing verfasste Corazza Bildt außerdem einen Reiseführer über die Stadt Parma.

### Mitglied des Europäischen Parlaments
Bei der Europawahl in Schweden 2009 wurde Corazza Bildt in das Europäische Parlament gewählt. Dabei erreichte sie 14,3 % der Vorzugsstimmen auf der Liste der Moderaterna, das zweitbeste Ergebnis nach Spitzenkandidat Gunnar Hökmark.
Im Parlament schloss sie sich der christdemokratisch-konservativen EVP-Fraktion an und war Mitglied im Ausschuss für Binnenmarkt und Verbraucherschutz sowie bis 2014 Delegierte im Gemischten Parlamentarischen Ausschuss EU-Türkei. In der Legislaturperiode von 2014 bis 2019 war sie stellvertretende Vorsitzende des Binnenmarkt-Ausschusses.
Sie gehört zu den 89 Personen aus der Europäischen Union, gegen die Russland im Mai 2015 ein Einreiseverbot verhängt hat.

### Wechsel zu Liberalerna
Am 18. September 2023 wurde ein Debattenartikel von Corazza Bildt in Expressen veröffentlicht, in dem sie erklärte, dass sie die Partei von Moderaterna zu Liberalerna gewechselt habe und beabsichtige, bei der bevorstehenden Wahl zum Europäischen Parlament für ihre neue Partei zu kandidieren. Am 17. November desselben Jahres wurde sie an zweiter Stelle auf der EU-Liste der Partei gesetzt, was nicht für ein erneutes Mandat reichte.